# آلکس ژوفه
آلکس ژوفه (فرانسوی: Alex Joffé‎؛ ‏۱۸ نوامبر ۱۹۱۸ – ۱۸ اوت ۱۹۹۵) بازیگر، کارگردان فیلم و فیلم‌نامه‌نویس اهل فرانسه بود. وی بین سال‌های ۱۹۴۶ تا ۱۹۸۶ میلادی فعالیت می‌کرد.
از فیلم‌ها یا برنامه‌های تلویزیونی که وی در آن نقش داشته‌است، می‌توان به به پیانیست شلیک کن، جادوگر، کودک مونت کارلو و بدون گذاشتن نشانی اشاره کرد.